# Mendeley
Mendeley  è un software proprietario gratuito, che fornisce un programma desktop e web per la gestione e condivisione di documenti oltre che per la ricerca e la collaborazione online.
Combina Mendeley Desktop, una applicazione di reference management e produzione documenti PDF (disponibile per Windows, Mac e Linux), con Mendeley Web, un social network per ricercatori.

## Storia
È sviluppato e offerto da Mendeley Ltd., azienda di software fondata nel novembre 2007, con sede a Londra. La prima versione pubblica (una beta-version) è uscita nell'agosto del 2008. Il team è composto da ricercatori, laureandi e sviluppatori open source che provengono da varie discipline e diverse facoltà.
Tra i finanziatori ci sono l'ex presidente esecutivo di Last.fm, gli ingegneri fondatori di Skype e l'ex manager della Digital Strategy Warner Music Group, oltre che docenti universitari della Cambridge University e della Johns Hopkins University.
Mendeley ha vinto diversi premi, tra i quali Plugg.eu "Migliore start-up europea dell'anno 2009", TechCrunch Europas "Migliore innovazione sociale 2009", e il Guardian l'ha classificato "Top 100 Tech-Media imprese".

## Caratteristiche
- Mendeley desktop, basato su Qt, per Windows, Mac e Linux
- Estrazione automatica di metadata per documenti PDF
- Back-up e sincronizzazione tra più computer e con un account privato online.
- Visualizzatore di file PDF con le sticky notes, evidenziazione del testo e la lettura a schermo intero.
- Ricerca di testi completi.
- Filtro smart, tagging e rinominazione di file PDF.
- Citazioni e bibliografie in Microsoft Word e OpenOffice.
- Importazione di documenti e di ricerca da siti esterni (ad esempio, PubMed, Google Scholar, arXiv, ecc) tramite bookmarklet browser.
- Sito Mendeley con supporto COinS e browser con funzione di importazione da siti che supportano COinS.
- Gruppi per condivisione e tagging collaborativa e segnalazione di documenti di ricerca.
- Funzioni di social networking.
- Statistiche Readership su giornali, autori e pubblicazioni.

## Versioni precedenti
- Dicembre, 2009: 0.9.5 beta
- Luglio, 2009: 0.9.0 beta
- Dicembre, 2008: 0.6.0 beta
- Agosto, 2008: Lancio col supporto di Last.fm, Chairman Stefan Glänzer e l'ex ingegnere di Skype.